# Championnats du monde de semi-marathon 2001
Les 10e Championnats du monde de semi-marathon ont eu lieu le 7 octobre 2001 à Bristol (Angleterre). 202 athlètes issus de 52 nations ont participé à l'évènement.

## Résultats

### Hommes
| Épreuves            | Or                                                                   | Argent                                                        | Bronze                                                            |
| Course individuelle | Haile Gebrselassie 1 h 00 min 03                                     | Tesfaye Jifar 1 h 00 min 04                                   | John Yuda Msuri 1 h 00 min 12                                     |
| Par équipes         | Éthiopie Haile Gebrselassie Tesfaye Jifar Tesfaye Tola 3 h 00 min 31 | Kenya Evans Rutto Peter Chebet Chris Cheboiboch 3 h 02 min 53 | Tanzanie John Yuda Phaustin Baha Sulle Benedict Ako 3 h 05 min 08 |

### Femmes
| Épreuves            | Or                                                                    | Argent                                                            | Bronze                                                          |
| Course individuelle | Paula Radcliffe 1 h 06 min 47 CR                                      | Susan Chepkemei 1 h 07 min 36                                     | Berhane Adere 1 h 08 min 17                                     |
| Par équipes         | Kenya Susan Chepkemei Isabella Ochichi Caroline Kwambai 3 h 28 min 04 | Japon Mizuki Noguchi Yasuyo Iwamoto Takako Kotorida 3 h 30 min 08 | Éthiopie Berhane Adere Meseret Kotu Teyba Erkesso 3 h 30 min 20 |

## Tableau des médailles
| Rang | Nation | Or | Argent | Bronze | Total |
| ---- | ------ | -- | ------ | ------ | ----- |